# Хіді-Хутір
Хіді-Хутір (рос. Хиди-Хутор) — село у Курчалоївському районі Чечні Російської Федерації.
Населення становить 1093 особи. Входить до складу муніципального утворення Хіді-Хуторське сільське поселення.

## Історія
Згідно із законом від 20 лютого 2009 року органом місцевого самоврядування є Хіді-Хуторське сільське поселення.

## Населення
| 1990 | 2002 | 2010  |
| ---- | ---- | ----- |
| 819  | ↘600 | ↗1093 |